# Truman (nome)
Truman  è un nome proprio di persona inglese maschile.

## Origine e diffusione
Si tratta di una ripresa del cognome inglese Truman, di origine medio inglese; risale agli elementi inglesi antichi, trēowe ("vero", "fidato", "saldo") e mann ("uomo"), e significa quindi "uomo di fiducia". Per significato equivale al nome italiano Fido.

## Onomastico
Nessun santo porta il nome "Truman"; l'onomastico ricorre pertanto il 1º novembre, giorno di Ognissanti.

## Persone

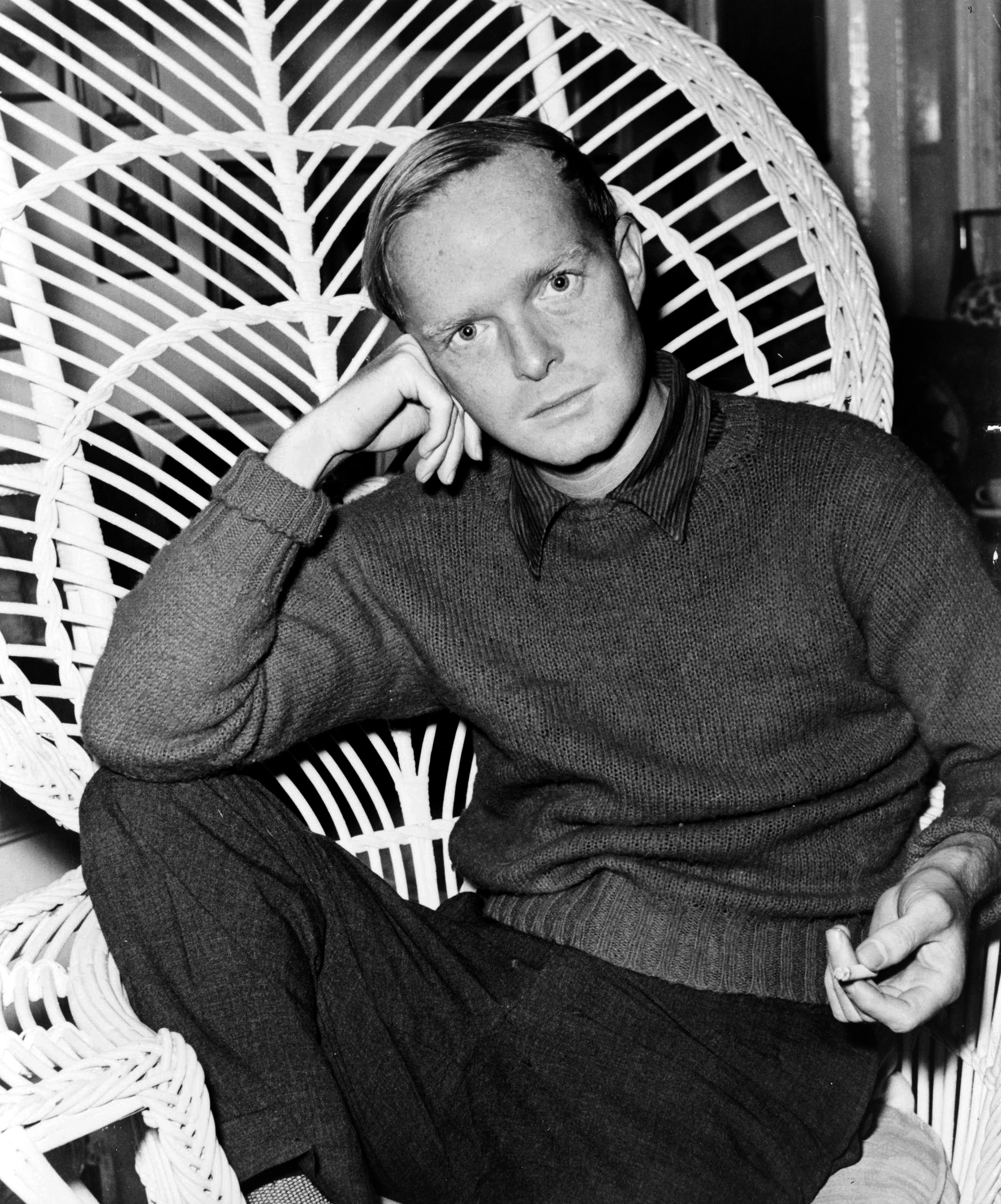
Truman Capote

- Truman Capote, scrittore, sceneggiatore, drammaturgo e attore statunitense
- Truman Everts, scienziato statunitense
- Truman Handy Newberry, politico statunitense
- Truman H. Safford, astronomo statunitense

## Il nome nelle arti
- Truman è il cane del protagonista nel film del 2005 Truman - Un vero amico è per sempre, diretto da Cesc Gay.
- Truman Burbank è il protagonista del film del 1998 The Truman Show, diretto da Peter Weir.